# Индо-германская антибританская деятельность
Индо-германская антибританская деятельность в годы Первой мировой войны заключалась в попытках свергнуть британское господство в Индии.

## Предыстория
Во второй половине XIX века в Индии начало формироваться национальное движение. В 1865 году был создан Индийский национальный конгресс, в котором группировались лоялисты, требовавшие политической либерализации и увеличения автономии. В 1890-х годах начали создаваться подпольные революционные организации, ставившие своей целью вооружённую борьбу с колониальным режимом; влияние этих организаций было особенно сильно в Бенгалии и Пенджабе, также оно заметно ощущалось в Махараштре и Мадрасе. В Бенгалии в революционеры чаще всего шла образованная молодёжь из средних классов, в Пенджабе насилием занимались представители крестьянства и военных.

### Индийское революционное подполье
Произошедший в 1905 году первый раздел Бенгалии вызвал огромный рост революционной активности. В Бенгалии возникли общества «Анушилан Самити» и «Джугантар», начались убийства «изменников» и английских чиновников, в 1907 году произошло покушение на жизнь лейтенант-губернатора Бенгалии сэра Эндою Фрэйзера. Кульминацией стало покушение на жизнь вице-короля Индии Чарлза Хардинга в 1912 году. После этого полиция Британской Индии сконцентрировалась на пресечении революционной деятельности в Бенгалии и Пенджабе, однако революционным организациям удалось выжить (используя в Бенгалии в качестве укрытия французский анклав Чанданнагар).
Отмена раздела Бенгалии, которую Индийский национальный конгресс расценил как победу национально-освободительного движения, привела к потерям позиций англичан среди индийских мусульман. Недружественная политика Великобритании в отношении исламских стран Азии производила на мусульман отталкивающее впечатление. Увидев, что мусульмане не могут положиться на англичан, Мусульманская лига стала дрейфовать в лагерь национально-освободительного движения.

### Индийцы и ирландцы
Во время раздела Бенгалии Шьяваджи Кришнаварма основал в Лондоне организацию «Индийский дом», получившую поддержку от видных индийских эмигрантов. Организация под видом предоставления жилья индийским студентам занималась пропагандой националистических взглядов. Молодые радикалы из «Индийского дома» установили связь с революционерами в Индии и снабжали их деньгами и оружием. Издаваемая «Индийским домом» литература и журнал «The Indian Sociologist» были запрещены в Индии как подстрекательские. Под руководством Винаяка Дамодара Саваркара «Индийский дом» быстро превратился в центр интеллектуальной и политической активности, в место встречи революционеров из числа обучавшейся в Великобритании индийской молодёжи. Развязка наступила в 1909 году, когда Мадан Лал Дхингра застрелил британского чиновника индийской службы Кёрзона Вилли. После этого «Индийский дом» был ликвидирован полицией, а его руководство бежало в другие страны Европы и США.
Пример лондонского «Индийского дома» стимулировал создание аналогичных организаций в США и Японии. Кришнаварма начал близко контактировать с турецкими и египетскими националистами, а также с ирландским республиканским движением в США. В 1906 году Маулави Баркатуллах и Джордж Фридмэн создали в США «Пан-арийскую ассоциацию», в 1908 году друг Кришнавармы Мирон Фелп основал «Индийский дом» в Нью-Йорке. Либеральные законы позволяли свободно распространять «The Indian Sociologist», и статьи из него перепечатывались в проирландской газете «Gaelic American». Нью-Йорк стал важным центром индийского национально-освободительного движения, Таракнат Дас стал издавать там журнал «Free Hindustan». С помощью Фримэна Дас установил контакты с «Gaelic American», и ирландские революционеры начали сотрудничать с индийскими, пытаясь помочь им наладить доставку оружия в Индию.

### Партия «Гхадар»
В начале XX века на Тихоокеанском побережье Северной Америки проживало много выходцев из Индии, в особенности — из Пенджаба. Канадское правительство ввело ограничения на въезд иммигрантов из Южной Азии, а уже находившихся в стране ограничило в правах. Пенджабцы всегда были лояльны Британской империи, и ожидали к себе такого же отношения, как и к прочим подданным Британской монархии, поэтому введённые ограничения вызвали протесты и рост антиколониальных настроений, тем более что точно такие же ограничения были введены и в США. Тем временем активность «Индийского дома», снижающаяся на Восточном побережье США, стала сдвигаться на запад. Прибытие Хар Даяла из Европы позволило наладить мосты между интеллектуалами из Нью-Йорка и рабочими-пенджабцами на тихоокеанском побережье.
В 1913 году Хар Даял организовал «Pacific Coast Hindustan Association», президентом которой стал Сохан Сингх Бхакна. Организация группировалась вокруг еженедельной газеты «The Ghadar», и поэтому стала известна как партия «Гхадар» («Восстание»). Партия стала получать поддержку от индийских эмигрантов со всего мира, её съезды проходили в Лос-Анджелесе, Оксфорде, Вашингтоне, Вене и Шанхае. Целью партии было свержение колониального владычества Великобритании в Индии путём вооружённого восстания.

### Германия и Берлинский комитет
В начале первой мировой войны из находившихся в Германии индийских студентов и бывших членов «Индийского дома» был сформирован Берлинский комитет (впоследствии переименованный в «Комитет за независимость Индии»). Деятельность Берлинского комитета была поддержана главой «Агентства восточных новостей» Максом фон Оппенгеймом и статс-секретарём иностранных дел Артуром Циммерманом; офис Комитета на Виландштрассе 38 получил статус посольства.
С началом Первой мировой войны Германия стала активно поддерживать индийских революционеров. Оппенгейм стал налаживать контакты с индийско-ирландскими кругами в США, а германский консул в Сан-Франциско — с калифорнийскими лидерами партии «Гхадар».

## Деятельность
В мае 1914 года 400 пенджабцев попытались добраться до Канады на судне «Комагата-мару». Получив предупреждение, канадская береговая охрана перехватило судно в море и не дало пассажирам сойти на берег. После двухмесячной судебной тяжбы лишь 24 пенджабцам было разрешено иммигрировать в Канаду, остальные были вынуждены вернуться в Индию. По прибытии в Калькутту пассажиры были заключены под стражу правительством Британской Индии. Лидеры партии «Гхадар» использовали эти события для привлечения людей в свои члены. К осени 1914 года «Гхадар» сумела наладить связь между США и индийским революционным подпольем.
В октябре 1914 года германский консул в Сан-Франциско выделил средства на приобретение оружия для индийских революционеров. Франц фон Папен приобрёл свыше 10 тысяч винтовок с 4 миллионами патронов, 500 револьверов «Кольт» (и 100 тысяч патронов к ним) и 250 пистолетов «Маузер». Оружие было погружено на шхуну «Annie Larsen», с которой планировалось перегрузить его в открытом море на танкер «Maverick» (формально нейтральный, но на самом деле снабжавший крейсера германского флота). Однако из-за затяжек слухи о грузе оружия просочились, и правительство США конфисковало его. Груз был продан с аукциона, несмотря на протесты германского консула, уверявшего, что оружие предназначалось для Германской Восточной Африки.
Тем временем к началу 1915 года в Индию сумело проникнуть порядка 8 тысяч членов партии «Гхадар». Планировалось, что 21 февраля 1915 года начнётся всеобщее восстание. Однако британской контрразведке удалось внедрить своих агентов в ряды заговорщиков, и о грядущем восстании стало известно властям. Центр заговорщиков в Лахоре был разгромлен, состоялся процесс над 175 участниками организации, 20 человек по приговору суда были казнены, 58 приговорены к пожизненному заключению.
Ещё не подозревая о провале дела с «Annie Larsen», фон Папен подготовил в апреле 1915 года второй груз оружия, состоящий из 7 тысяч винтовок, 2 тысяч пистолетов и 3 миллионов патронов, однако британская разведка сумела проследить груз и предупредить компанию-производитель об истинных получателях, в результате чего сделка не состоялась.
Тем временем, несмотря на провал февральского восстания, организация «Джугантар» в Бенгалии продолжала планировать активные действия. В марте с ней установили контакты германские агенты в Таиланде и Бирме. Немцы пообещали индийцам оружие с «Маверика», первоначально предназначавшееся для «Гхадара». Восстание было намечено на Рождество 1915 года. Однако «Маверик» был перехвачен англичанами, а в сентябре полиция разгромила бенгальское подполье. Глава «Джугантара» Багха Джатин был смертельно ранен в перестрелке с полицией.
В связи с произошедшими событиями в 1915 году британским правительством был издан Закон об обороне Индии, в соответствии с которым вводились трибуналы для рассмотрения дел о заговорах. Приговоры этих трибуналов не подлежали обжалованию.